# Чари, Раджа
Раджа Джон Вурпутур Чари (родился 24 июня 1977 года) —  американский летчик-испытатель и астронавт НАСА, полковник ВВС. 354-й астронавт США и 578-й космонавт мира. Совершил космический полёт с 11 ноября 2021 года по 6 мая 2022 года к Международной космической станции на корабле Dragon 2 в качестве командира третьей эксплуатационной миссии SpaceX Crew-3. Участник основных космических экспедиций МКС-66/МКС-67. Продолжительность полёта составила 176 суток 2 часа 39 минут. Совершил два выхода в открытый космос общей продолжительностью 13 часов 48 минуты.

## Биография

### Ранние годы
Чари родился 24 июня 1977 года в штате Висконсин. Он вырос в Сидар-Фоллс, штат Айова. В 1999 году он окончил Военно-Воздушную академию США со степенью бакалавра в области астронавтики и инженерных наук, а также со степенью магистра математики. Он получил стипендию в Лаборатории Чарльза Старка Дрейпера в Массачусетском технологическом институте, где изучал автоматизированное орбитальное сближение и получил степень магистра в области астронавтики и аэронавтики.
Окончил Школу лётчиков-испытателей ВМС США в Патаксент-Ривер, штат Мэриленд. 

### Карьера в НАСА
В 2017 году Чари был отобран в 22-ю группу астронавтов НАСА.
В 2020 году был выбран для полётов по программе Артемида и назначен командиром миссии SpaceX Crew-3, запуск которой запланирован на 7 ноября 2021 года.

## Полёт
Запуск Crew Dragon состоялся 11 ноября 2021 года в 02:03 UTC с помощью ракеты-носителя Falcon 9 в 02:03 UTC со стартового комплекса LC-39A Космического центра имени Кеннеди на мысе Канаверал. Стыковка с МКС осуществлена 12 ноября 2021 года в 01:25 UTC.
15 марта 2022 года Раджа Чари и Кэйла Бэррон совершили выход в открытый космос, они установили необходимое оборудование для подготовки к установке солнечных массивов iROSA на борт станции. Выход продлился 6 часов 54 минуты.
23 марта 2022 года астронавты Раджа Чари и Маттиас Маурер совершили выход в открытый космос, который продлился 6 часов 54 минуты. Астронавты установили шланги на клапанный блок радиатора, которые направляют аммиак через радиаторы, отводящие тепло. Кроме того, Чари и Маурер заменили внешнюю камеру, установили кабель питания и передачи данных на научную платформу Bartolomeo на модуль Columbus и внесли некоторые другие улучшения. Внутри станции астронавты НАСА К. Бэррон и Т. Маршбёрн управляли роботизированной рукой Canadarm2, чтобы помочь астронавтам. Во время миссии в шлеме у Маурера образовался слой воды. Наземный контроль сказал, что для Маурера «нет никакой опасности», астронавт улыбался, несмотря на проблемы.
5 мая 2022 года в 5:20 UTC корабль отстыковка от МКС и в 4:44 UTC 6 мая 2022 года приводнился в Атлантическом океане близ штата Флорида.
Статистика полётов
| # | Стартовый корабль      | Старт, UTC        | Экспедиция                   | Корабль посадки | Посадка, UTC     | Налёт                     | Выходы в открытый космос | Время в открытом космосе |
| - | ---------------------- | ----------------- | ---------------------------- | --------------- | ---------------- | ------------------------- | ------------------------ | ------------------------ |
| 1 | Dragon 2 SpaceX Crew-3 | 11.11.2021, 02:03 | SpaceX Crew-3, МКС-66/МКС-67 | SpaceX Crew-3   | 6.05.2021, 04:44 | 176 суток 2 часа 39 минут | 2                        | 13 часов 48 минут        |

### Семья
Женат на Холли Шаффтер Чари, имеет троих детей.